# دبليو. باريس شامبرز
دبليو. باريس شامبرز (بالإنجليزية: W. Paris Chambers)‏ هو ملحن أمريكي، ولد في 1 نوفمبر 1854 في نيوبورت في الولايات المتحدة، وتوفي في 13 نوفمبر 1913 في نيوفيل في الولايات المتحدة.

## وصلات خارجية
- دبليو. باريس شامبرز على موقع ميوزك برينز (الإنجليزية)